# Zé Fortuna & Pitangueira
Os irmãos José Fortuna (Itápolis, 2 de outubro de 1923 — São Paulo, 10 de novembro de 1983) e Elclides Fortuna (Itápolis, 1928 — São Paulo 12 de janeiro de 2013), conhecidos como: Zé Fortuna & Pitangueira, foram uma dupla de cantores de música sertaneja raiz do Brasil.
Zé Fortuna foi cantor, compositor, autor teatral e ator. Começou a compor ainda criança, quando acompanhava o pai em andanças pela lavoura, escrevendo versos no chão de terra com um pedaço de madeira. Com 11 anos de idade compôs "Quinze a sete", numa homenagem a seu time de futebol.
Em 1947, José Fortuna e Elclides Fortuna criaram a dupla Zé Fortuna & Pitangueira. No mesmo período, mudaram-se para São Paulo onde conheceram o acordeonista Juventus Merenda. Os três formaram então um trio no qual Merenda ficou pouco tempo. Em 1948, conheceram o acordeonista Coqueirinho, formando com ele o trio "Os Maracanãs". Apresentaram-se no mesmo ano na Rádio Record de São Paulo.
Em 1953, a acordeonista Rosinha substituiu Coqueirinho, e o trio passou a atuar com sucesso no programa "Terra, sempre terra", na Rádio Piratininga em São Paulo. Em 1956, gravaram o cateretê "O selo de sangue", de Zé Fortuna e Pitangueira, e um de seus maiores sucessos. Em 1957, emplacaram outro sucesso com a valsa "Lenda da valsa dos noivos", de Zé Fortuna e Pitangueira. Em 1958, passaram a atuar na Rádio Bandeirantes. Em 1962, foram para a Rádio Tupi. Em fins dos anos 1950, passou a fazer parte do grupo o acordeonista Zé do Fole, em lugar de Rosinha, dando assim forma definitiva ao trio até a sua dissolução, em 1973.